# Marilou Berry
Marilou Berry (París, 1 de febrero de 1983) es una actriz francesa.

## Biografía

### Primeros años
Marilou Berry es hija de Josiane Balasko y del escultor Philippe Berry, y sobrina del actor  Richard Berry y prima de Joséphine Berry. 
Hizo su primera aparición en pantalla a los 8 años en Ma vie est un enfer, una comedia dirigida por su madre y en la que actuó con su tío Richard Berry. Poco interesada por los estudios, abandona el Instituto y se incribe en el Conservatorio del VII Distrito de París de París. Después, ella irá encadenando los trabajos en los platós de rodaje.

### Carrera
Marilou Berry se impuso como una de las revelaciones del año 2004, gracias a dos papeles de adolescente gorda y acomplejada, que encuentran su salud en la música: Lolita, chica que no es reconocida, aplastada por la notoriedad de su padre autor, y enamorada de la ópera en Comme une image, y Hannah, niña de barriada parisina, feminista antes de tiempo y virtuosa del contrabajo, en La Première fois que j'ai eu 20 ans. Como su madre, ella se orienta rápidamente hacia la comedia con Il était une fois dans l'oued y después Nos jours heureux.

## Filmografía
Cine
- 1991: Ma vie est un enfer de Josiane Balasko
- 2004: Comme une image de Agnès Jaoui
- 2004: La Première fois que j'ai eu 20 ans de Lorraine Lévy
- 2005: La boîte noire de Richard Berry
- 2006: On ne devrait pas exister de HPG
- 2006: Il était une fois dans l'oued de Djamel Bensalah
- 2006: Nos jours heureux de Éric Toledano
- 2007: La Disparue de Deauville de Sophie Marceau
- 2007: Lisa et le pilote d'avion de Philippe Barassat
- 2008: Cliente de Josiane Balasko : Karine, la hermanastra de Marco
- 2008: Vilaine de Jean-Patrick Benes et Allan Mauduit: Mélanie

Televisión
- 2006: La Volière aux enfants de Olivier Guignard
- 2007: Belleville Tour de Zakia Bouchaala y Ahmed Bouchaala: Capucine

## Teatro
- 2004: Les Monologues du vagin de Eve Ensler, con Dani y Rachida Brakni
- 2005-2006: Toc toc de Laurent Baffie
- 2009: Tout le monde aime Juliette de Josiane Balasko, Théâtre du Splendid Saint-Martin

## Premios
- Premios César 2004: nominada al César a la mejor actriz revelación por  Comme une image de Agnès Jaoui
- 2005: Étoile d'or de la révélation féminine, por  Comme une image
- Molières 2006: Molière de la révélation théâtrale por Toc toc de Laurent Baffie
- Premios César 2009: nominada al César a la mejor actriz revelación por Vilaine

## Vida privada
Vive en Montreuil.